# Катрин Ледж
Катрин Ледж (на английски Katherine Legge) е британска автомобилна състезателка, родена на 12 юли 1980 г. в Гилдфорд. Състезава се за отбора на Амлин Агури във Формула Е и ДелтаУинг Рейсинг Карс в Юнайтед СпортсКар Чемпиъншип. В миналото се е състезавала в Индикар, Чамп Кар, Чамп Кар атлантически шампионат, ДТМ, Американските Серии Льо Ман, Ролекс Спортс Кар Серии, различни серии на Формула Рено и др. През 2005 г. за кратко е тест пилот на Минарди във Формула 1. Има трето място от Чамп Кар атлантически шампионат през 2005 г.